# Douro Internacional
Douro Internacional este o arie protejată (sit de importanță comunitară — SCI) din Portugalia întinsă pe o suprafață de 35.729,42 ha, integral pe uscat.

## Localizare
Centrul sitului Douro Internacional este situat la coordonatele 41°03′44″N 6°48′33″W / 41.0623°N 6.8091°V.

## Înființare
Situl Douro Internacional a fost declarat sit de importanță comunitară în iunie 1997 pentru a proteja 5 specii de plante și 78 de specii de animale.

## Biodiversitate
Situată în ecoregiunea mediteraneană, aria protejată conține 20 de habitate naturale: Ape stătătoare oligotrofe până la mezotrofe, cu vegetație de Littorelletea uniflorae și/sau de Isoëto-Nanojuncetea, Iazuri temporare mediteraneene, Râuri mediteraneene cu debit permanent și vegetație de Glaucium flavum, Cursuri de apă de la nivel de câmpie la nivel montan, cu vegetație Ranunculion fluitantis și Callitricho-Batrachion, Râuri mediteraneene cu debit intermitent, cu specii de Paspalo-Agrostidion, Pajiști uscate europene, Lande oro-mediteraneene cu formațiuni endemice de grozamă, Matorral arborescenți cu Juniperus spp., Tufărișuri termo-mediteraneene și de pre-deșert, Pajiști oro-iberice cu Festuca indigesta, Pseudostepă cu ierburi și specii anuale de Thero-Brachypodietea, Pajiști cu Molinia pe soluri calcaroase, turboase sau argilos-nămoloase (Molinion caeruleae), Pante stâncoase silicioase cu vegetație casmofită, Păduri termofile cu Fraxinus angustifolia, Păduri aluvionare cu Alnus glutinosa și Fraxinus excelsior (Alno-Padion, Alnion incanae, Salicion albae), Păduri de stejar galițio-portugheze cu Quercus robur și Quercus pyrenaica, Galerii de Salix alba și de Populus alba, Păduri de Quercus suber, Păduri de Quercus ilex și Quercus rotundifolia, Păduri endemice cu Juniperus spp..
La baza desemnării sitului se află mai multe specii protejate:
- plante (5): Dianthus marizii, Festuca duriotagana, Festuca elegans, Holcus setiglumis subsp. duriensis, Linaria coutinhoi
- păsări (59): vulturul negru (Aegypius monachus), pescăruș albastru (Alcedo atthis), rață lingurar (Anas clypeata), rață pitică (Anas crecca), rață fluierătoare (Anas penelope), fâsă-de-câmp (Anthus campestris), fâsă de luncă (Anthus pratensis), acvilă de munte (Aquila chrysaetos), buha (Bubo bubo), pasărea ogorului (Burhinus oedicnemus), ciocârlie-cu-degete-scurte (Calandrella brachydactyla), caprimulg (Caprimulgus europaeus), Caprimulgus ruficollis, scatiu (Carduelis spinus), barză albă (Ciconia ciconia), barză neagră (Ciconia nigra), șerpar (Circaetus gallicus), erete vânăt (Circus cyaneus), erete cenușiu (Circus pygargus), Clamator glandarius, dumbrăveancă (Coracias garrulus), prepeliță (Coturnix coturnix), Elanus caeruleus, Falco naumanni, șoim călător (Falco peregrinus), șoimul rândunelelor (Falco subbuteo), muscar negru (Ficedula hypoleuca), Galerida theklae, vulturul pleșuv sur (Gyps fulvus), Hieraaetus fasciatus, acvilă pitică (Hieraaetus pennatus), Hippolais polyglotta, rândunică roșcată (Hirundo daurica), sfrâncioc cu cap roșu (Lanius senator), ciocârlie de pădure (Lullula arborea), ciocârlie de bărăgan (Melanocorypha calandra), gaia neagră (Milvus migrans), gaia roșie (Milvus milvus), vultur egiptean (Neophron percnopterus), pietrar mediteranean (Oenanthe hispanica), Oenanthe leucura, pietrar sur (Oenanthe oenanthe), grangur (Oriolus oriolus), ciuf-pitic (Otus scops), cormoran mare (Phalacrocorax carbo), codroșul de pădure (Phoenicurus phoenicurus), pitulice de munte (Phylloscopus bonelli), Phylloscopus ibericus, Pyrrhocorax pyrrhocorax, turturică (Streptopelia turtur), silvie roșcată (Sylvia cantillans), Sylvia conspicillata, Sylvia hortensis, silvie de tufiș (Sylvia undata), Tachymarptis melba, spârcaci (Tetrax tetrax), sturzul viilor (Turdus iliacus), sturz-cântător (Turdus philomelos), nagâț (Vanellus vanellus)
- amfibieni (1): Discoglossus galganoi
- mamifere (10): lupul (Canis lupus), vidră de râu (Lutra lutra), Microtus cabrerae, liliac cu aripi lungi (Miniopterus schreibersii), liliac cu urechi de șoarece (Myotis blythii), liliac cărămiziu (Myotis emarginatus), liliac comun (Myotis myotis), liliacul mediteranean cu potcoavă (Rhinolophus euryale), liliacul mare cu potcoavă (Rhinolophus ferrumequinum), liliacul mic cu potcoavă (Rhinolophus hipposideros)
- nevertebrate (2): Coenagrion mercuriale, fluturele auriu (Euphydryas aurinia)
- pești (4): Cobitis paludica, Pseudochondrostoma duriense, Rutilus alburnoides, Rutilus arcasii
- reptile (2): țestoasa de baltă (Emys orbicularis), Mauremys leprosa

Pe lângă speciile protejate, pe teritoriul sitului au mai fost identificate 13 specii de plante, 8 specii de amfibieni, 11 specii de mamifere, 1 specie de nevertebrate, 2 specii de pești, 6 specii de reptile.